# Янув (Лодзький-Східний повіт)
Янув (пол. Janów) — село в Польщі, у гміні Новосольна Лодзький-Східного повіту Лодзинського воєводства.
У 1975-1998 роках село належало до Лодзинського воєводства.